# NGC 3344
NGC 3344 ist eine Balken-Spiralgalaxie mit ausgedehnten Sternentstehungsgebieten vom Hubble-Typ SBbc im Sternbild Kleiner Löwe am Nordsternhimmel. Sie ist schätzungsweise 24 Millionen Lichtjahre von der Milchstraße entfernt und hat einen Durchmesser von etwa 45.000 Lj.
Die Typ-Ic-Supernova SN 2012fh wurde hier beobachtet.
Das Objekt wurde am 6. April 1785 vom deutsch-britischen Astronomen Wilhelm Herschel entdeckt.

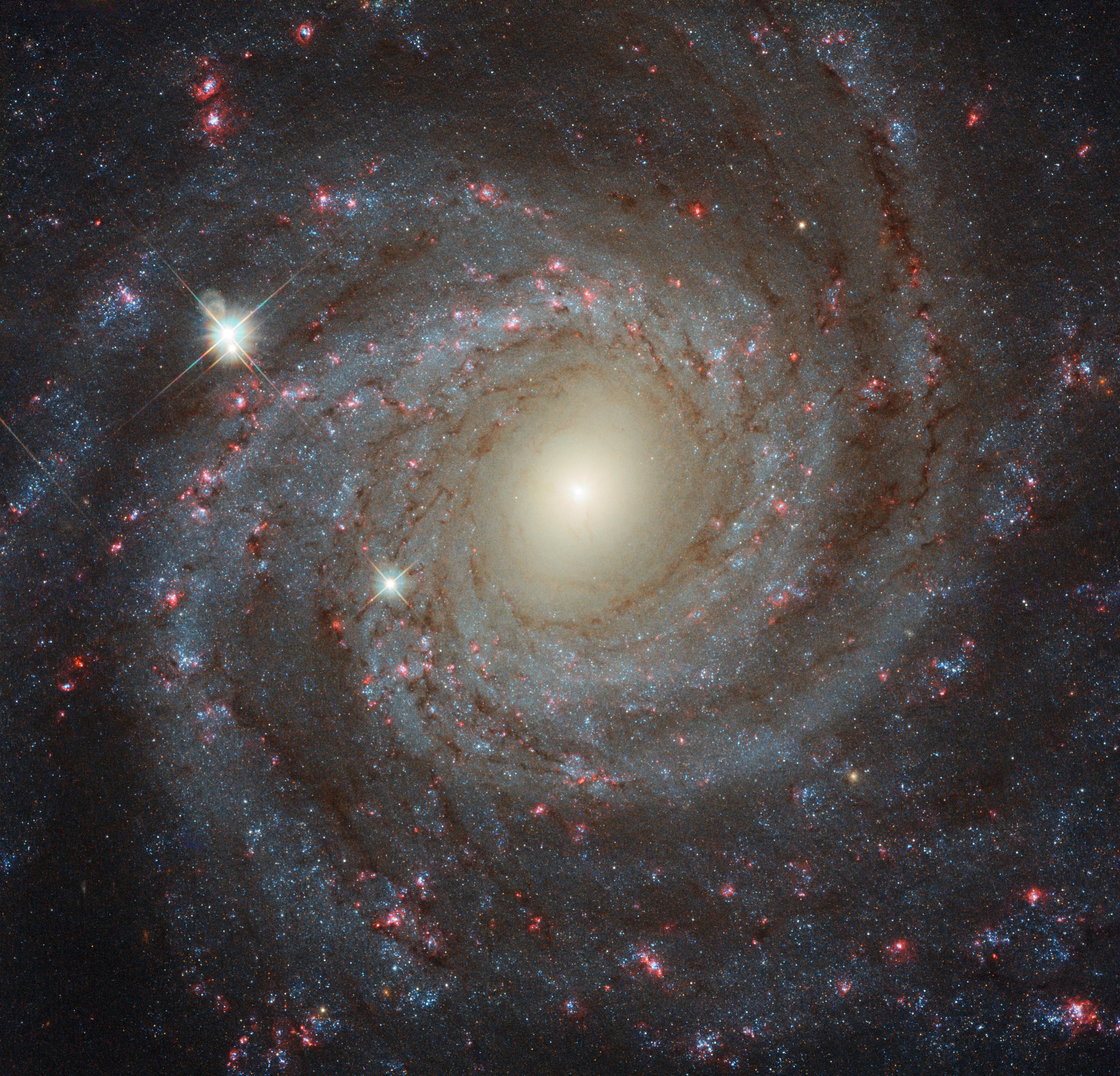
Hochaufgelöste Aufnahme des Hubble-Weltraumteleskops von dem zentralen Bereich
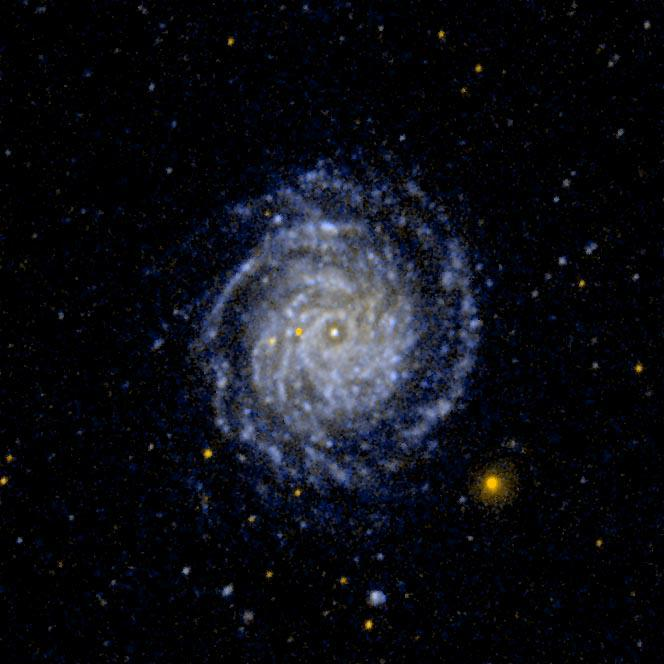
Ultraviolett-Aufnahme von NGC 3344: Die inneren Spiralenarme sind so eng beisammen, dass man sie schwer erkennen kann.
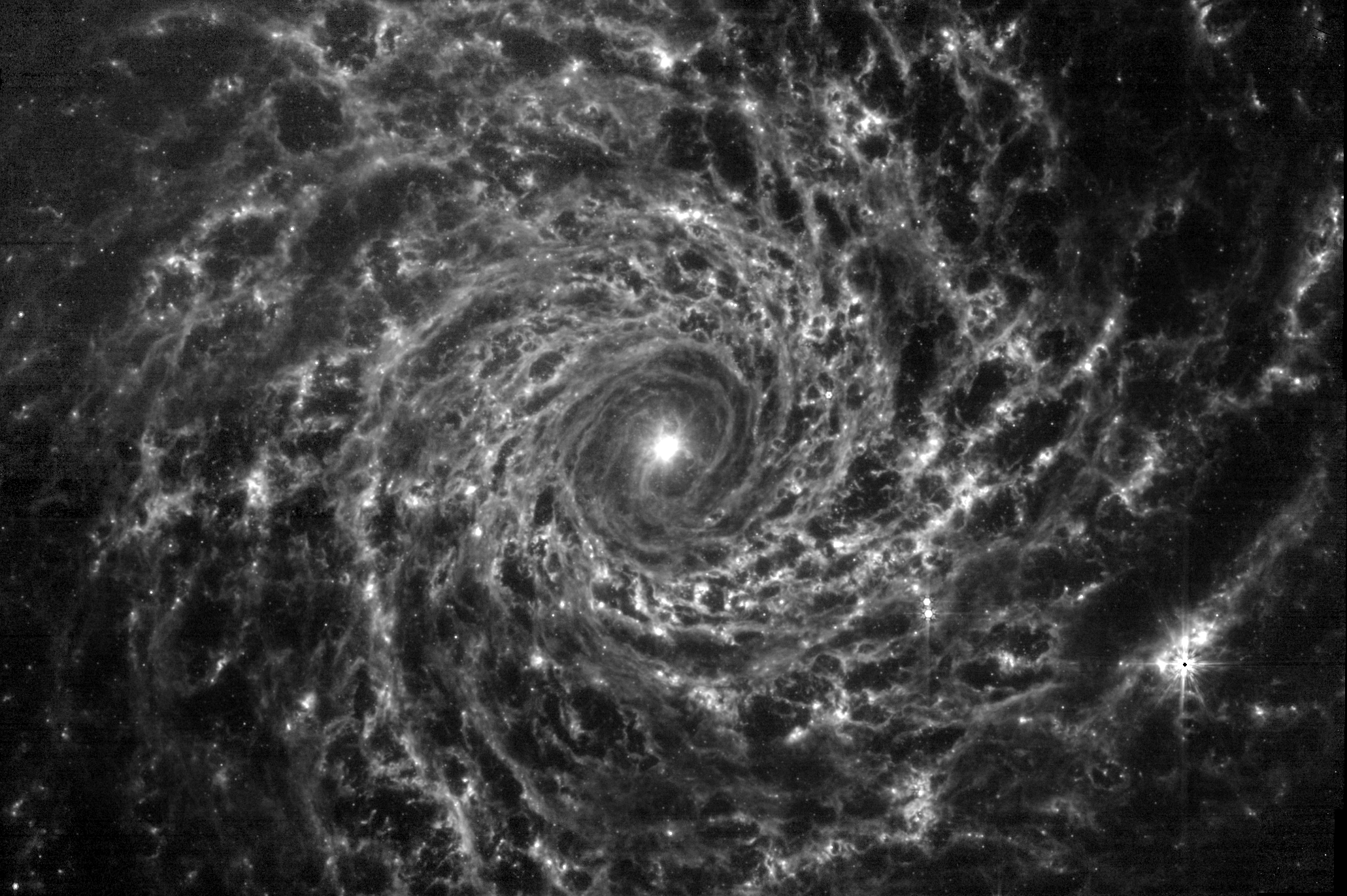
MIRI-Aufnahme mithilfe des James-Webb-Teleskops